# Alfonso Ortiz Tirado
Alfonso Ortiz Tirado (Álamos, 24 gennaio 1893 – Città del Messico, 7 settembre 1960) è stato un tenore e medico messicano specializzato in ortopedia ed ugualmente ammirato in entrambi i campi.

## Biografia
Figlio del Dr. Alfonso Ortiz Retes, fratello del governatore di Sonora Don Carlos Rodrigo Ortiz Retes, e Maria Luisa Tirado, originari di Álamos. Passò i suoi primi anni in Culiacán, Sinaloa e si trasferì a Città del Messico con la madre ed i fratelli, dopo la morte di suo padre. Frequentò la scuola di istruzione primaria e secondaria presso il Colegio de Mascarones, dove fu scoperta la sua attitudine al canto.
Successivamente entrò nella Scuola preparatoria nazionale e al termine si iscrisse alla Facoltà di Medicina. Conseguì la laurea nel 1919. Come chirurgo era un membro della Accademia Americana di Chirurgia, della Accademia Indolatina di Medicina, professore presso la Facoltà di Medicina della Università nazionale autonoma del Messico (UNAM) e membro di diverse organizzazioni mediche in Messico e all'estero. Ha dato contributi interessanti alla scienza. La sua prima inclinazione era stata la ginecologia, ma alla fine decise per l'ortopedia, specializzandosi in chirurgia ricostruttiva.
Fu il capo medico della pittrice Frida Kahlo, alla quale praticò diversi interventi. Allo stesso modo intervenne chirurgicamente sul musicista e compositore Agustín Lara, che operò alla guancia. Per merito della sua gestione, in Messico ci fu il primo tavolo di Olby per la chirurgia della colonna vertebrale.
Nella sua carriera artistica ha studiato all'Accademia di canto del maestro José Pierson, perfezionando una calda voce di tenore naturale e dedicandosi al tour nel Centro e Sud America, negli Stati Uniti e in alcuni paesi europei, dando recital, senza trascurare la pratica della medicina. La sua voce dolce e i numerosi dischi fonografici sono stati sempre molto apprezzati in tutto il mondo di lingua spagnola.
Ha recitato nel film La última canción (1933) insieme all'attrice Maria Luisa Zea.
La sua attività artistica permise di costruire l'edificio dove fu installato un ospedale per bambini, nella strada di Niños Héroes, Colonia Doctores, nella capitale del Messico. Questo edificio ospitò successivamente l'Unità di Cardiologia alla fondazione della Previdenza Sociale, l'istituzione che ne acquisì la proprietà. Nel cortile dello stesso c'è una targa di bronzo su cui è stato scritto: Io costruisco col mio canto questo tempio per alleviare il dolore, più i nomi di tutti i paesi in cui si presentò trionfalmente il "cinese" Ortiz Tirado, come affettuosamente veniva  chiamato. Sfortunatamente quella placca scomparve quando l'ospedale cambiò di proprietà.
Il Dr. Alfonso Ortiz Tirado morì a Città del Messico il 7 settembre 1960. Le sue spoglie riposano nel Pantheon francese della Misericordia, nella capitale del Messico.
Dal 1984 ad Álamos, Sonora, si tiene in suo onore il Festival Internazionale Alfonso Ortiz Tirado che può essere paragonato al Festival Internazionale del Cervantino. Questo festival è intitolato "Festival Alfonso Ortiz Tirado" o "FAOT" che ha coinvolto musicisti di fama internazionale, e alcune attività vengono fatte in parallelo in altre parti dello stato; di solito il festival si svolge ogni anno nel mese di gennaio.